# 九龍巴士85B線
九龍巴士85B線是香港一條巴士路線，由秦石單向前往九龍城碼頭，途經顯徑邨、隆亨邨、獅子山隧道、樂富、九龍城及土瓜灣，只於星期一至五上午繁忙時間提供單向服務。

## 歷史
- 1984年11月1日：路線投入服務，最初行走新翠及九龍城碼頭之間。
- 1987年4月21日：路線總站由新翠遷往秦石。
- 1988年7月15日：路線來回程均繞經顯徑邨。
- 1998年10月8日：增派空調巴士行走。
- 2007年4月28日：改為全空調服務[3]。
- 2012年4月28日：往秦石及往九龍城碼頭的尾班車分別延長至00:30及23:40[4]。
- 2014年9月27日：往秦石方向加停世界花園分站。
- 2015年6月27日：增設到站時間預報。[5]
- 2022年1月2日：往秦石方向取消馬頭圍道「江西街」站，改停漆咸道北「山西街」站。[6]
- 2022年3月4日：因2019冠狀病毒病疫情，本路線暫時停駛，直至同年4月21日恢復有限度服務，只於星期一至五繁忙時間提供服務。[7]有關安排於2022年6月6日起永久實施。[8]
- 2024年9月23日：星期一至五由秦石開出之班次減至一班，開出時間為07:00；取消下午繁忙時間回程服務。

## 服務時間及班次
- 星期一至五：
  - 秦石開：07:00

星期六、日及公眾假期不設服務

## 收費
全程：$7.5
- 過獅子山隧道後往九龍城碼頭：$7.1

| - 本線設有12歲以下小童及65歲或以上長者半價優惠。 - 65歲或以上香港居民使用「樂悠咭」，以及12歲以下合資格殘疾兒童使用「殘疾人士身份」個人八達通繳付車資，均可享有每程$2.0或半價（以較低者為準）的票價優惠；12至64歲合資格殘疾人士使用「殘疾人士身份」個人八達通（包括「樂悠咭」），以及60至64歲香港居民使用「樂悠咭」繳付車資，均可享有每程$2.0或全費（以較低者為準）的票價優惠。 - 65歲或以上長者如使用長者或一般個人八達通繳付車資，則只可享有半價優惠；12至64歲合資格殘疾人士如不使用「殘疾人士身份」個人八達通，以及60至64歲人士如不使用「樂悠咭」繳付車資，必須繳付全費。 - 乘客可以現金或八達通於上車時付款，不設找續。 - 每位成人乘客可免費攜帶最多兩名4歲以下而不佔座位的兒童乘客乘車，超額之4歲以下小童必須繳付小童車費乘車。 - 持有「九巴月票」之乘客在車票有效期內，每日可享最多10程任何九龍巴士及龍運巴士路線（包括本路線，以及聯營路線的九龍巴士／龍運巴士提供的班次；惟乘搭機場「A」及「NA」線則可享原價二七折優惠（不會計算每天10次合資格車程））；而B1線則每日可享最多各2程（不會計算每天10次合資格車程）。 - 九龍巴士、城巴、龍運巴士及陽光巴士全職員工及家屬（不包括外判職員）可免費乘搭本路線，惟必須拍職員或職員家屬八達通。 - 乘客亦可透過多元化電子支付系統（e度嘟）繳付車資，包括使用非接觸式VISA卡、JCB卡、萬事達卡、銀聯卡、美國運通、大來國際、Discover Card、Apple Pay、Google Pay、Samsung Pay、AlipayHK「易乘碼」、支付寶、WeChatHK／微信支付「搭車碼」、銀聯雲閃付「乘車碼」及BOC Pay「乘車碼」。乘客使用此付款方式，使用此支付方式的乘客可享有中途下車之分段收費，以及與其他九巴／龍運獨營路線或聯營線九巴／龍運班次之轉乘優惠，惟不適用於與非九巴／龍運路線之轉乘優惠，亦不能享有「公共交通費用補貼計劃」及「長者及合資格殘疾人士公共交通票價優惠計劃」。 |

### 八達通轉乘優惠
乘客登上本線後150分鐘內以同一張八達通卡轉乘以下路線，或從以下路線登車後150分鐘內以同一張八達通卡轉乘本線，次程可獲$4.2折扣優惠：
85B→17
- 85B往九龍城碼頭 → 17往愛民

| 第一程／第二程路線 | 第二程優惠車資              | 時限    |
| --- | --------------------------- | ------- |
| 72X、74A、80／80A／80P、80M、81C／281B／281X、 85、85A、85B、86、86A、86C、87B、87D／87E、 89、89B、270A／270C、271／271B／271P、281A | 成人：$4.2 小童／長者：$2.1 | 150分鐘 |

注意事項：

- 乘客可於各個可接駁第二程路線的巴士站轉車。
- 轉乘優惠不適用於轉乘同一路線或用"/"劃分的組別之路線。

官方網頁：請按此

## 使用車輛
本路線其實是85線的分支，所以使用車輛與85A線相近，唯本線較多採用利蘭奧林比安11米（S3BL）非空調巴士為主力，本線亦是85系列中最後改為全空調行走路線。 
現時本線使用3輛富豪B9TL 12米（AVBWU）及1輛Enviro500 12米（ATEE）雙層空調巴士，均屬沙田車廠及九龍灣車廠。
本線與47X和80X不時交換車輛行走，以作車務調動或班次調節。
| 車隊編號 | 車牌   |
| -------- | ------ |
| AVBWU202 | PZ8961 |
| AVBWU322 | SS 469 |

## 行車路線

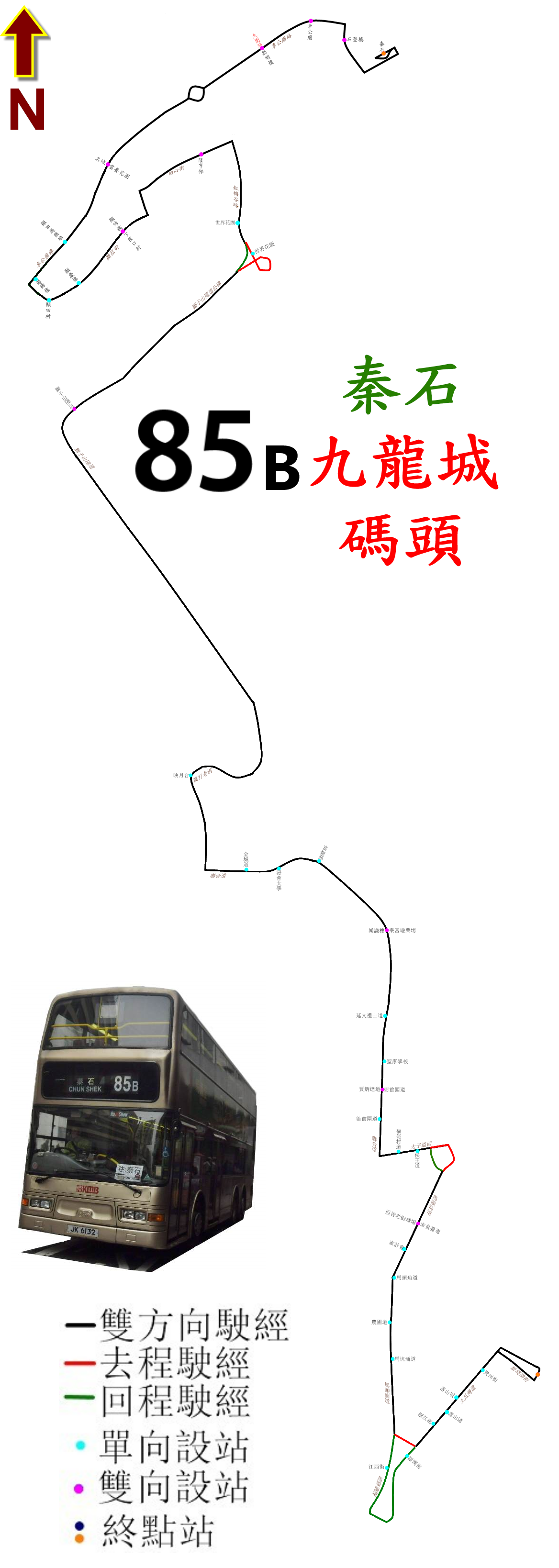
85B線的走線圖

經：豐石街、盛田街、沙田頭路、車公廟路、顯徑街、富健街、田心街、紅梅谷路、獅子山隧道公路、獅子山隧道、獅子山隧道公路、窩打老道、聯合道、太子道西、馬頭涌道、馬頭圍道、浙江街、土瓜灣道及新碼頭街。
具體停站請參考資訊框

## 客量
本線部分路段與85線重疊，而九龍路段更完全相同，加上九龍城、土瓜灣等一帶欠缺大型商場，令該區人流不高，本線除繁忙時間外，其餘時間客量偏低。加上港鐵屯馬綫一期通車後，秦石邨及顯徑邨更可直接乘搭鐵路往返市區，令此路線客量雪上加霜，客量持續下跌，因此九巴在巴士路線發展計劃中，建議此路線改為只於繁忙時間服務，其餘時段則由八達通轉乘優惠取代，但受到區議會反對而擱置，直到2022年6月6日起提升至恆常化。
本線的客量持續偏低，日均乘客量只有約2,900人次，而最繁忙半小時平均載客率只有約52%。屯馬綫全線通車後，九龍城、土瓜灣也有鐵路乘搭，本線連同整個85系列客量會均受影響而下跌，而本線客量流失情況更甚，因此運輸署計劃於數月內全面取消本線的服務。後來九巴表示本線客量跌幅未算太大，有機會保留，但於2021年11月8日起仍遭削減班次，更於2022年6月6日起改為只於平日繁忙時間提供服務。